# بویات (آغجه‌بدی)
بویات (به لاتین: Boyat) یک منطقه مسکونی در جمهوری آذربایجان است که در شهرستان آغجه‌آباد واقع شده‌است. بویات ۱۶۶۲ نفر جمعیت دارد.